# Volodímir Artiuj
Volodímir Mijáilovich Artiuj (Blagovéshchensk, Amur, 8 de mayo de 1958) es un activista político ucraniano y teniente general de las Fuerzas Armadas de Ucrania. Candidato de Ciencias Militares (2010). Gobernador del óblast de Sumy (desde el 12 de abril de 2023). Es caballero plenario de la Orden del Mérito.

## Biografía
Graduado en 1979 de la «Escuela Superior de Ingeniería y Comando Militar de Járkov “N. I. Krylov”» (con especialidad en comando de comunicación por radio. Actual «Escuela Superior de Comunicación del Comando de Aviación Militar de Járkiv»), en 1988 de la «Academia de la Fuerza Aérea “Y. A. Gagarin”» (con grado de mayor y especialidad en comando operacional-táctico y estado mayor de la Fuerza Aérea); y en 2005 de la Academia de Defensa Nacional de Ucrania (maestría en gestión de las acciones de las asociaciones y asociaciones de las Fuerzas Armadas).
Sirvió en el servicio militar en puestos de mando y estado mayor. Trabajó como jefe de la sucursal de Podilsk de la empresa estatal «Centro Estatal Ucraniano de Radiofrecuencias», asesor del jefe de Vínnitsa OVA, jefe adjunto del Estado Mayor de las Fuerzas Armadas de Ucrania.
Desde el 12 de abril de 2023 es el gobernador del óblast de Sumy.
Con el comienzo de la incursión ucraniana en el óblast de Kursk de agosto de 2024, Artiuj dio varias declaraciones, al ser gobernador de una región fronterizas con Rusia y ser de las más castigadas por continuos bombardeos de la artillería y aviación rusas.

## Premios
- Orden al Mérito, de primer grado (23 de agosto de 2022): Por méritos significativos en el fortalecimiento del Estado ucraniano, coraje y abnegación demostrados en la protección de la soberanía y la integridad territorial de Ucrania, contribución personal significativa al desarrollo de diversas esferas de la vida pública, defensa de los intereses nacionales de nuestro cumplimiento estatal y concienzudo del deber profesional ;[6]
- Orden al Mérito, de segundo grado (4 de diciembre de 2007): Por su importante contribución personal al fortalecimiento de la capacidad de defensa y la seguridad de Ucrania, el desempeño ejemplar del deber militar, su alta profesionalidad y con motivo del 16.º aniversario de las Fuerzas Armadas de Ucrania;[7]
- Orden al Mérito, de tercer grado (1 de septiembre de 1997): Por su contribución personal para garantizar la capacidad combativa de las tropas, alta profesionalidad.[8]

## Rangos militares
- Teniente general (20 de agosto de 2008);[9]
- Mayor general (hasta 2008);
- Coronel (1997).